# Calceolaria pavonii
Calceolaria pavonii är en toffelblomsväxtart som beskrevs av George Bentham. Calceolaria pavonii ingår i släktet toffelblommor, och familjen toffelblomsväxter. Inga underarter finns listade i Catalogue of Life.